# Ilha de Ascensão
A ilha de Ascensão é uma pequena ilha britânica no oceano Atlântico Sul, constituinte do território britânico ultramarino de Santa Helena, Ascensão e Tristão da Cunha. Muito isolada, o seu vizinho mais próximo é Santa Helena, cerca de 1 300 km para sudeste, seguindo-se a costa da Libéria, cerca de 1 700 km para nordeste. A oeste, a porção de terra mais próxima no continente sul-americano é a Ponta do Funil, localizada no município brasileiro de Goiana, no estado de Pernambuco. A distância entre Ascensão e a Ponta do Funil é de 2 249 km. Levando-se em consideração as ilhas oceânicas do Brasil, as distâncias são de 1 923,9 km até o arquipélago de São Pedro e São Paulo; de 2 039,7 km até a ilha Rata, em Fernando de Noronha; e de 2 079,9 km até a ilha Martim Vaz, no Arquipélago de Trindade e Martim Vaz.
A ilha de Ascensão é uma das ilhas mais estrategicamente localizadas do mundo, sendo que a base aérea da Força Aérea Real do Reino Unido existente na ilha (Base Aérea da Ilha de Ascensão), serve de base para as operações militares dos Estados Unidos e do Reino Unido no Atlântico Sul, na América do Sul e na África. Além disso, a ilha de Ascensão abriga uma das cinco antenas responsáveis pela operação do Sistema de Posicionamento Global (GPS), além de uma das estações retransmissoras (em ondas curtas) da rádio BBC World Service, que é a maior emissora de rádio do mundo.
Trata-se de uma das ilhas que se situa sobre a cordilheira submarina Dorsal Mesoatlântica. O seu ponto mais alto, de grande isolamento topográfico, é a Montanha Green, com 859 m de altitude.

## História
A ilha foi descoberta em 1501 pelo navegador galego João da Nova, enquanto ao serviço de Portugal. João da Nova dirigia-se à Índia, tendo nessa viagem também descoberto a ilha de Santa Helena. O seu nome actual resulta da sua redescoberta por Afonso de Albuquerque no dia de Ascensão de 1505. Portugal nunca colonizou a ilha, só vindo a ser ocupada em 1815 pela marinha britânica.
Seca e estéril, a ilha tinha pouco interesse para os navegadores,  exceto pela coleta de carne fresca. Os navegadores podiam caçar as numerosas aves marinhas e as enormes tartarugas verdes , que colocavam seus ovos nas praias.  Os portugueses  introduziram  cabras na ilha como uma fonte potencial de alimento para futuros marinheiros.
Em 1836, o navio  Beagle visitou a Ascensão. Charles Darwin descreveu-a como uma ilha árida sem árvores, onde nada crescia perto da costa. A vegetação dispersa no interior sustentava "cerca de seiscentas ovelhas, muitas cabras, algumas vacas e cavalos", um grande número de pintadas importadas das ilhas, ratos,  e caranguejos; ele concordou com o ditado atribuído ao povo de Santa Helena: "Nós sabemos que vivemos numa rocha, mas os pobres da Ascensão vivem na cinza". Ele observou os cuidados feitos para sustentar "casas, jardins e campos colocados perto do cume da montanha central" e as  cisternas nas estradas para fornecer água potável. As fontes foram cuidadosamente controladas, para que nem uma única gota de água se perdesse. Darwin assinalou a observação de René Primevère Lesson: "só a  nação inglesa teria pensado em tornar a ilha da Ascensão um ponto produtivo, qualquer outra a  teria mantido como uma mera fortaleza no oceano".
Em 1843, o botânico e explorador Joseph Hooker visitou a ilha, e quatro anos depois,  com muito encorajamento de Darwin, aconselhou a Royal Navy para, com a ajuda dos Kew Gardens, instituir um plano de longo prazo de embarque de árvores para a Ascensão. As árvores plantadas capturariam mais chuva e melhorariam o solo, permitindo que a ilha estéril se tornasse um jardim. Assim, a partir de 1850 e continuando ano após ano, os navios desembarcaram  uma grande variedade de plantas de jardins botânicos da Argentina, Europa e África do Sul. No final da década de 1870, os pinheiros Norfolk, o eucalipto, o bambu e as bananeiras cresciam em profusão no ponto mais alto da ilha, Green Mountain, criando uma floresta de nuvens tropical.

## Flora e Fauna
A flora endêmica inclui plantas como Pteris adscensionis, Asplenium ascensionis, Euphorbia origanoides, bem como as espécies extintas Oldenlandia adscensionis, Sporobolus Durus e Dryopteris ascensionis. Da espécie Anogramma ascensionis,  que se pensava extinta devido  à perda de habitat,  quatro plantas foram encontradas na ilha em 2010, e  mais de 60 espécimes foram cultivados com sucesso. Os exploradores portugueses lançaram caprinos nos anos de 1500 que devoraram  muitas espécies até à extinção. A posterior introdução de coelhos, ovinos, ratos e burros, e mais de 200 espécies importadas marginalizaram ainda mais a flora original.
Cerca de 1843 a ilha era estéril, com poucas plantas. No entanto, devido à introdução de espécies pelos britânicos, a Green Mountain,  da ilha de Ascensão é agora uma das poucas grandes florestas planeadas,  e está a crescer gradualmente todos os anos. Seu ponto mais alto é de 859 m. Plantas não-indígenas prosperam ali, e a coroa da Green Mountain é um halo exuberante de bambu. Flanqueando um lado há uma grande quantidade de pinheiros de Norfolk, plantados por marinheiros britânicos, que eram utilizados como mastros de reposição para navios de vela. Em junho de 2005 o primeiro Parque Nacional na ilha de Ascensão, o Green Mountain National Park, foi inaugurado. Prosopis juliflora, um tipo de mesquite,  foi introduzido por engenheiros da  BBC para firmar o solo seco da superfície quando chegaram em 1966 para construir uma estação de rádio de ondas curtas. Tem prosperado na lava estéril da ilha e a sua grande  propagação tem sido destrutiva para outras espécies, e a invasão atual nas beiras das praias ameaça seres que usam este espaço, como a tartaruga verde. As suas raízes resistentes podem estender-se até  a 30 metros de  profundidade. As autoridades locais estão a considerar meios de o controlar ou erradicar.
Há duas espécies de lagartos. Os insectos endémicos incluem a espécie sem asas e apenas encontrada na ilha, Psocopteran Troglotroctes ashmolearum.

O maior animal terrestre nativo é o caranguejo terrestre Johngarthia lagostoma (anteriormente Gecarcinus lagostoma). 

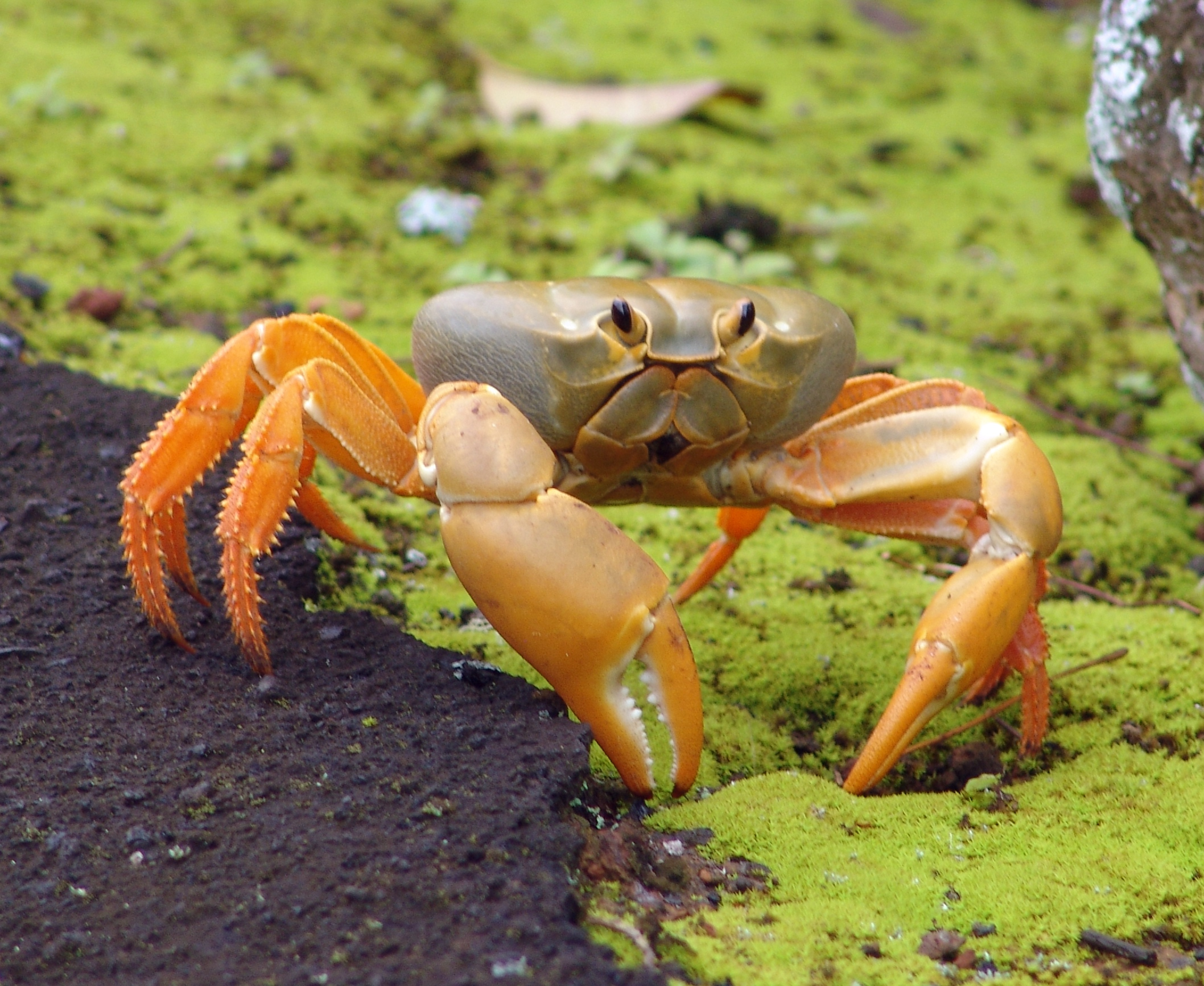
Johngarthia lagostoma

 No mar, existe uma variedade de peixes do oceano aberto, incluindo tubarões, wahoo, atum, bonito, barracuda, espadim, e peixe preto. A tartaruga verde protegida é talvez a mais notável da fauna endêmica, chegando a terra para colocar seus ovos nas praias de Novembro a Maio. As tartarugas foram regularmente caçadas até 1930, quando a prática foi banida. Em 1970, a população de tartarugas havia começado a se recuperar. A partir da década de 1970, quando os registros começaram, até 2014, a nidificação das tartarugas verdes aumentou em 500%, resultando em cerca de 24 mil ninhos sendo colocados nas principais praias da ilha a cada ano.
Em terra são encontrados pássaros não-nativos como canários, francolims, mainás, pardais e bicos-de-lacre. Outras aves marinhas incluem andorinhas do mar, alguns tipos de sulas, petréis e rabos-de-palha, viuvinhas-brancas, andorinhas do mar pretas e marron, e tesourões-da-ascensão.
Ao largo da costa leste da Ascensão, fica a ilhota da Ilha dos Pássaros de Boatswain. É um paraíso para as aves marinhas que procuram refúgio dos ratos, gatos e pessoas que vieram para a Ilha da Ascensão da Europa e da África. Após uma campanha bem sucedida liderada pela Royal Society for the Protection of Birds, a ilha principal foi declarada, em 2006, livre de gatos selvagens, e as aves marinhas estão novamente a fazer ninhos na Ilha da Ascensão.
Milhares de pedaços de plástico provenientes de todas as partes do mundo estão a poluir a costa sudoeste da ilha, segundo verificaram ambientalistas e pesquisadores.  A poluição plástica está a afetar as espécies nativas.

## Atividades de espionagem
Na ilha de Ascensão existem poderosas estações de interceptação de sinais (SIGINT) enviados via satélite e via radiodifusão. O próprio serviço de inteligência criptológica britânico (GCHQ) possui uma estação na ilha, localizada na vila de Two Boats. Além disso, também existem na ilha estações de monitoramento que são capazes de detectar possíveis testes nucleares realizados na América do Sul e na África. Pelo fato de o GCHQ desenvolver atividades na ilha, especula-se que a ilha de Ascensão seja uma das possíveis bases do sistema de monitoramento global, mais conhecido como Echelon.
Na ilha de Ascensão também está localizada uma das estações da emissora de números (rádio) E5/V5, também conhecida pelos apelidos de "Cynthia" e/ou "The Counting Station", que é supostamente operada pela CIA na comunicação com os seus agentes secretos espalhados pela América do Sul e pela África.

## Operações militares e base aérea

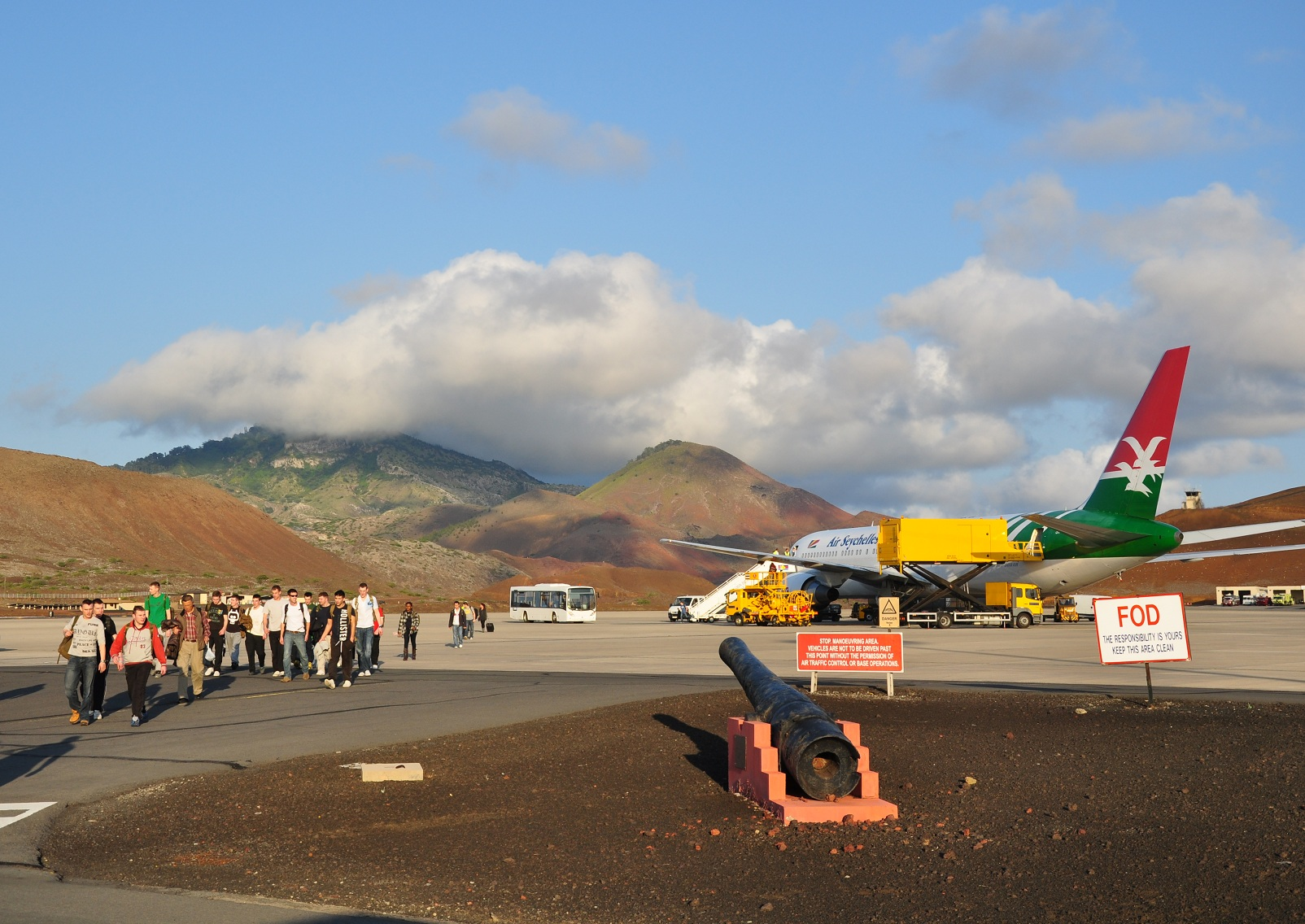
A Base Aérea da Ilha de Ascensão, também conhecida como Aeródromo Wideawake.

A Base Aérea da Ilha de Ascensão (IATA: ASI, ICAO: FHAW), também conhecida como Aeródromo Wideawake, é a principal base de operações da Força Aérea dos Estados Unidos (USAF) e da Força Aérea Real do Reino Unido (RAF) no Atlântico Sul, sendo que a sua área de influência geopolítica abrange uma vasta região que inclui grande parte da América do Sul e da África. Por esse motivo, muitos países sul-americanos e africanos enxergam as atividades estadunidenses e britânicas em Ascensão como uma potencial ameaça à sua soberania, em caso de guerra. A ilha de Ascensão já vem sendo usada para fins militares desde a Segunda Guerra Mundial, quando as forças armadas estadunidenses e britânicas se estabeleceram na ilha, sob o intuito de combater os submarinos alemães durante a Batalha do Atlântico. Durante a Guerra das Malvinas, a Base Aérea de Ascensão foi extensivamente utilizada pela Força Aérea Real do Reino Unido, principalmente durante a Operação Black Buck. Foi a partir de Ascensão que a RAF lançou os seus bombardeiros Avro Vulcan contra as posições argentinas nas ilhas Malvinas. A Base Aérea da Ilha de Ascensão é a única opção disponível para pousos de emergência em toda a região centro-norte do Atlântico Sul, sendo responsável por permitir a passagem de aviões bimotores com certificação ETOPS pela região. A pista da base aérea possui uma extensão total de 3 300 metros, sendo capaz de receber aeronaves de grande porte.

## Transporte
A ilha de Ascensão é servida por dois voos charters semanais operados pela Titan Airways, que ligam a ilha à Base Aérea de Mount Pleasant nas ilhas Malvinas, e à Base Aérea de Brize Norton em Oxfordshire, no Reino Unido. A Força Aérea dos Estados Unidos também realiza um voo semanal entre Ascensão e a Base Aérea Patrick, que fica localizada no cabo Canaveral, nos Estados Unidos. No entanto, a USAF não permite a entrada de passageiros civis neste voo, estando este reservado apenas os seus militares.
O navio RMS St. Helena visita a ilha uma vez por mês, realizando ligações com a ilha de Santa Helena e com a Cidade do Cabo, na África do Sul. O navio MV Ascension também visita regularmente a ilha de Ascensão, realizando o transporte de suprimentos para as tropas estadunidenses.

## Galeria

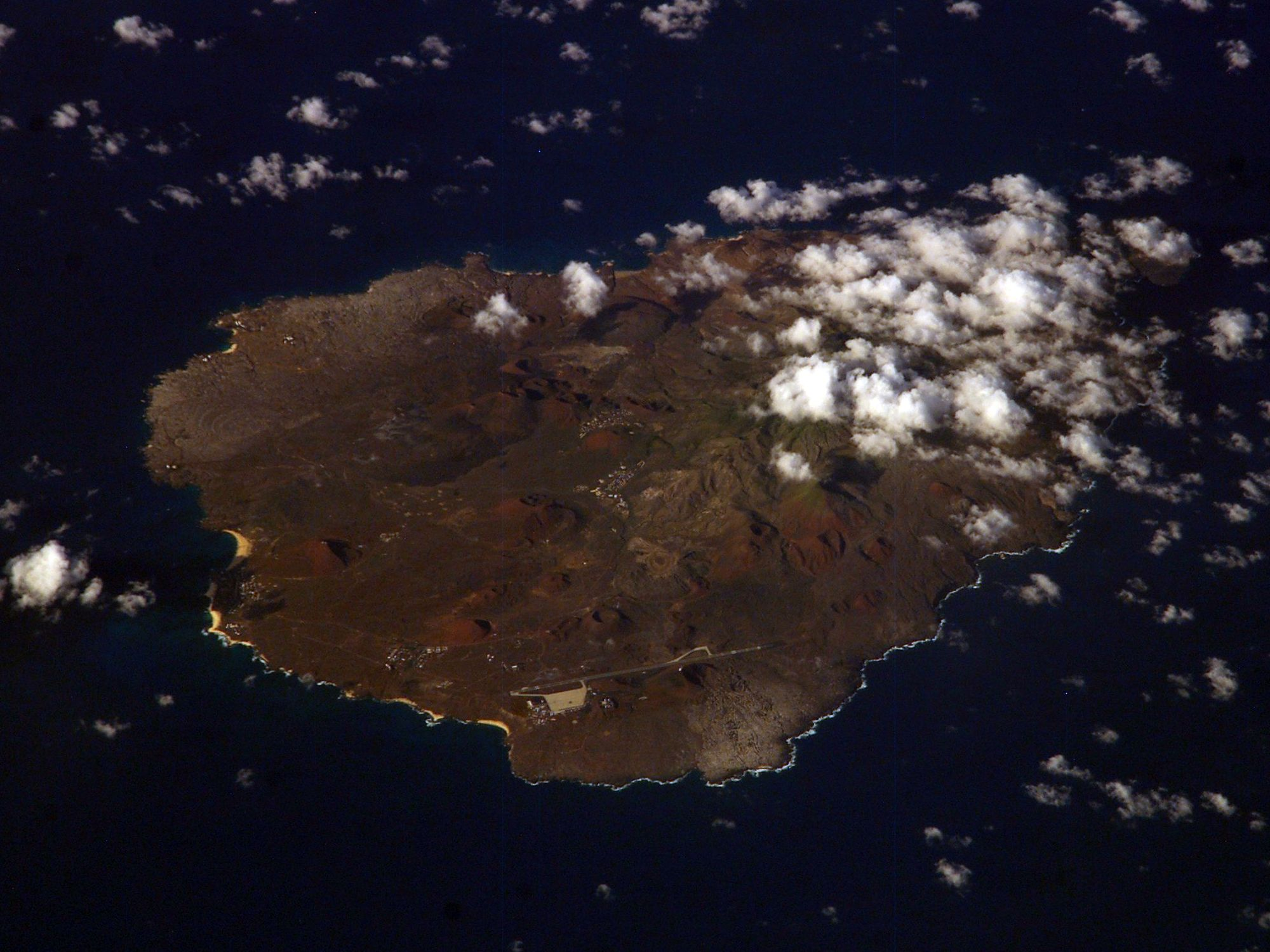
A ilha de Ascensão vista a partir da Estação Espacial Internacional (ISS)
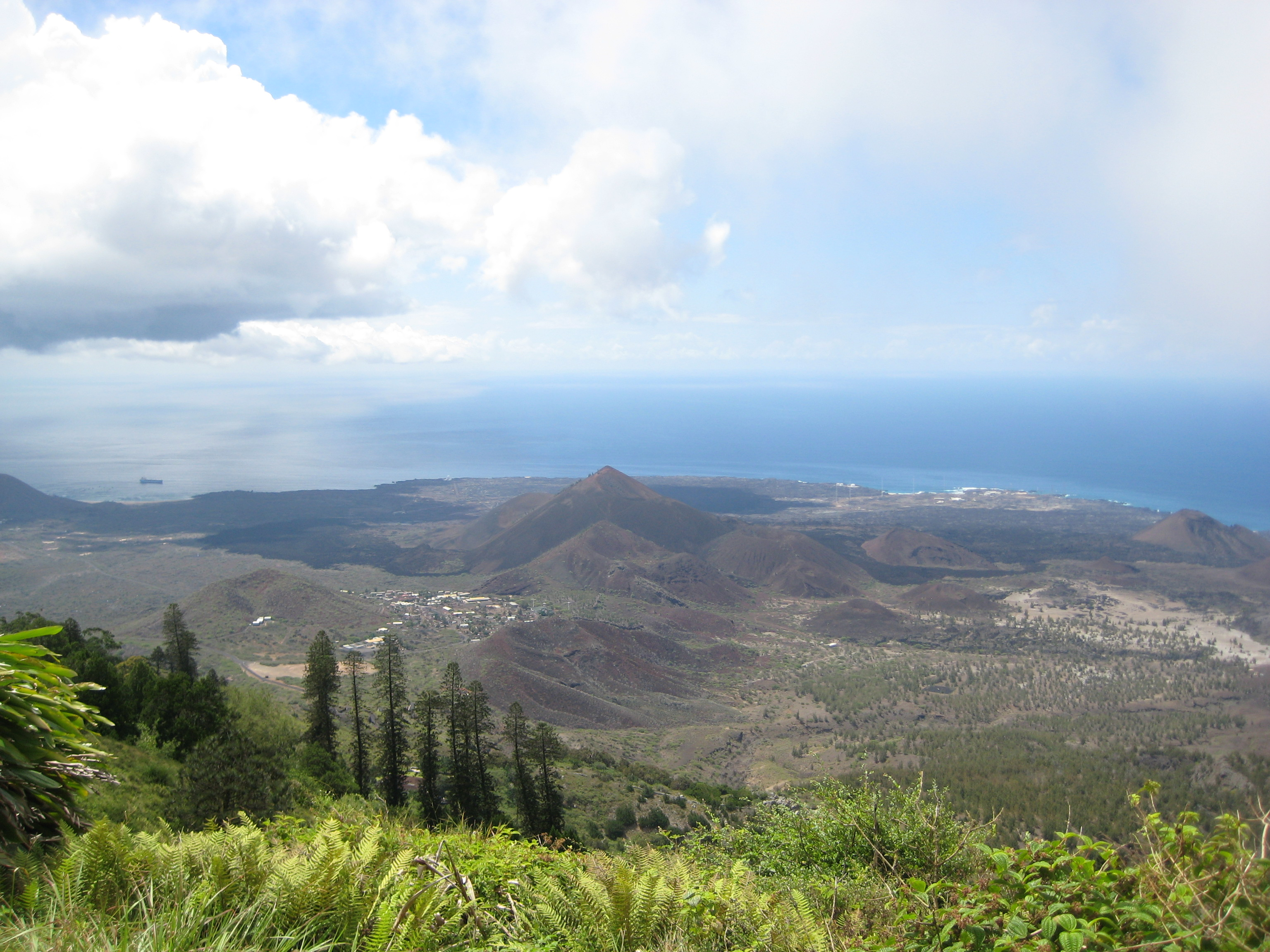
Panorama da ilha de Ascensão a partir do topo da Green Mountain
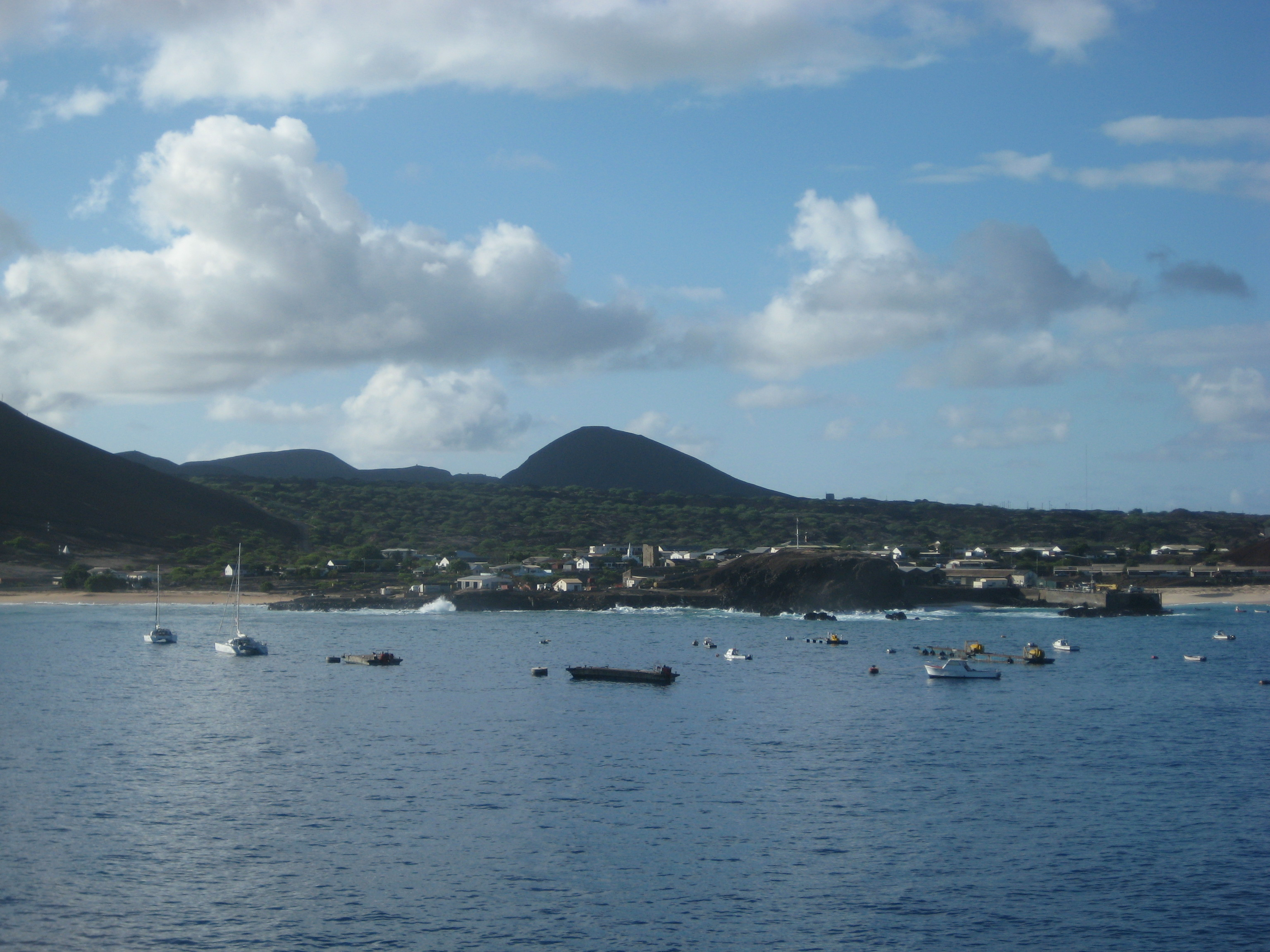
A capital da ilha, Georgetown
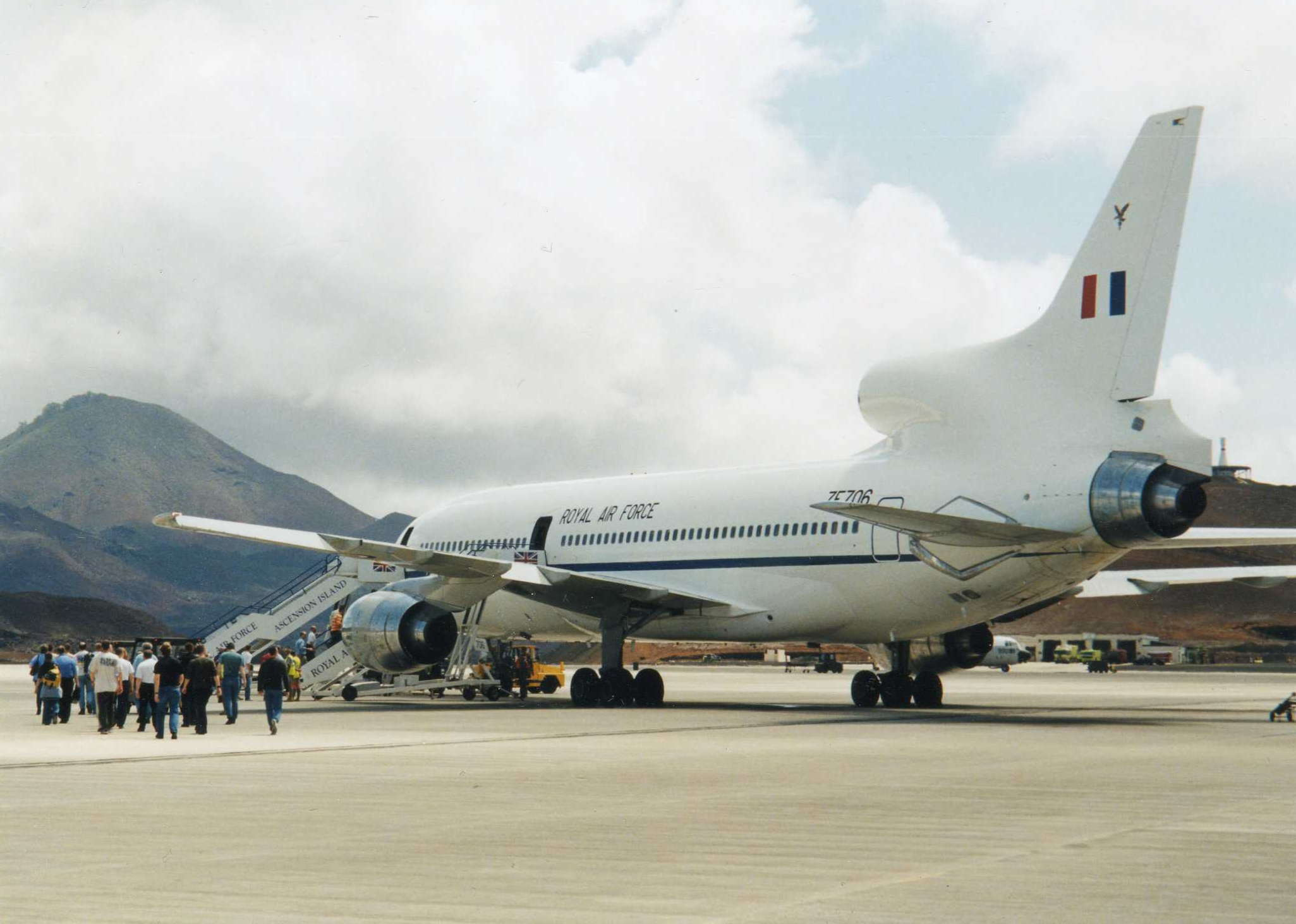
Um avião Lockheed TriStar da RAF, na ilha de Ascensão
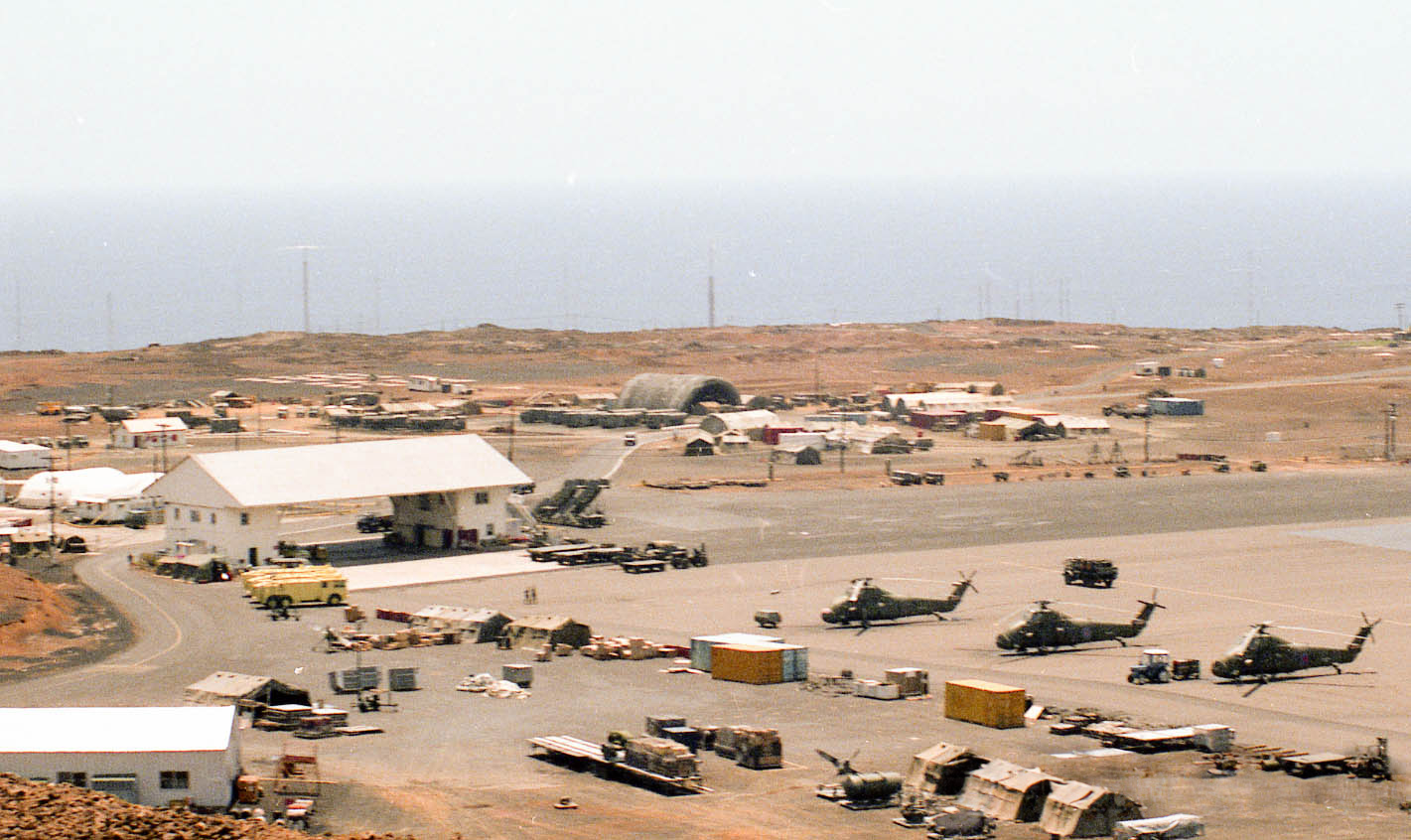
A Base Aérea da Ilha de Ascensão em novembro de 1983
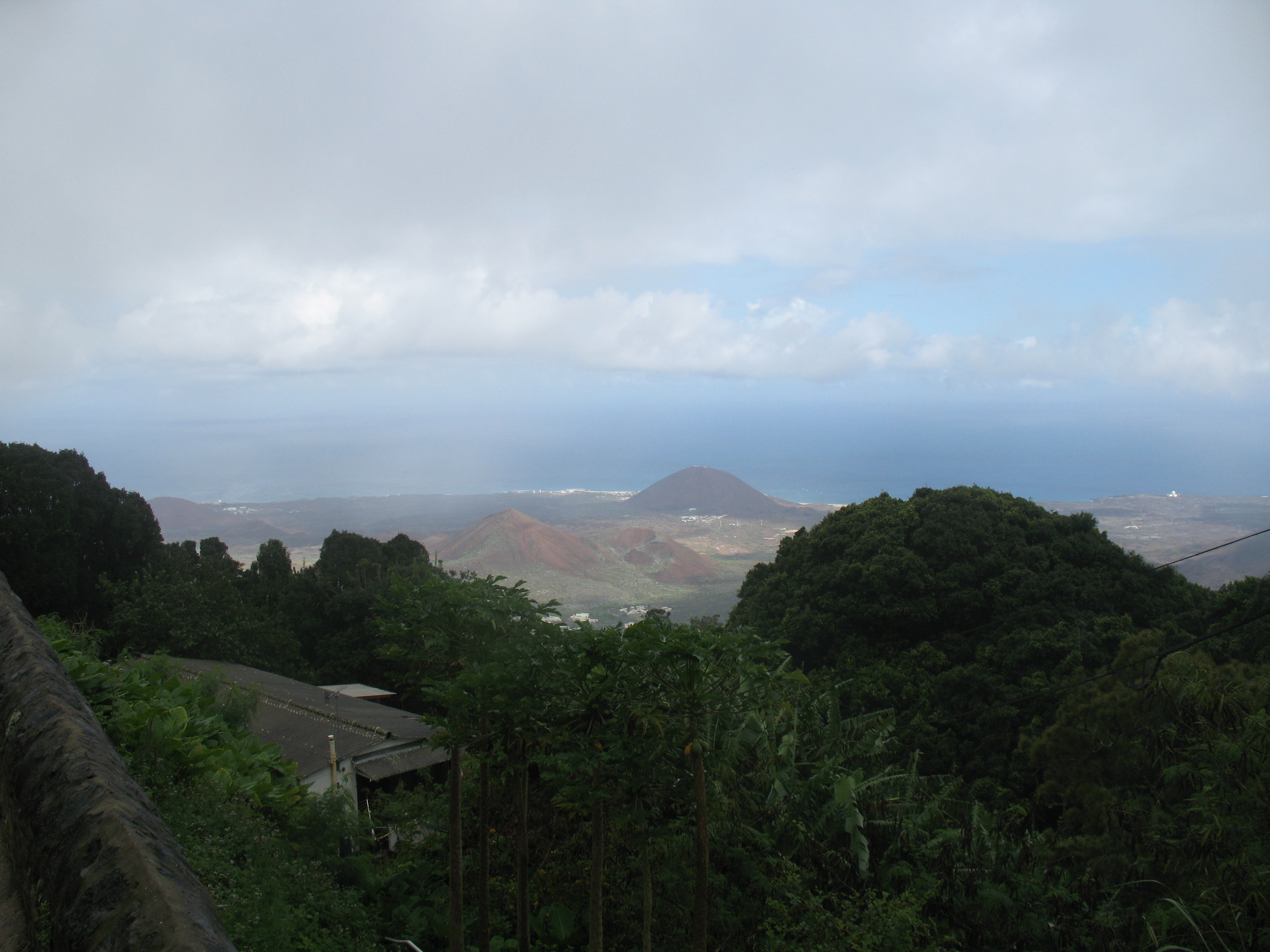
Panorama da ilha, com a cidade de Georgetown ao fundo
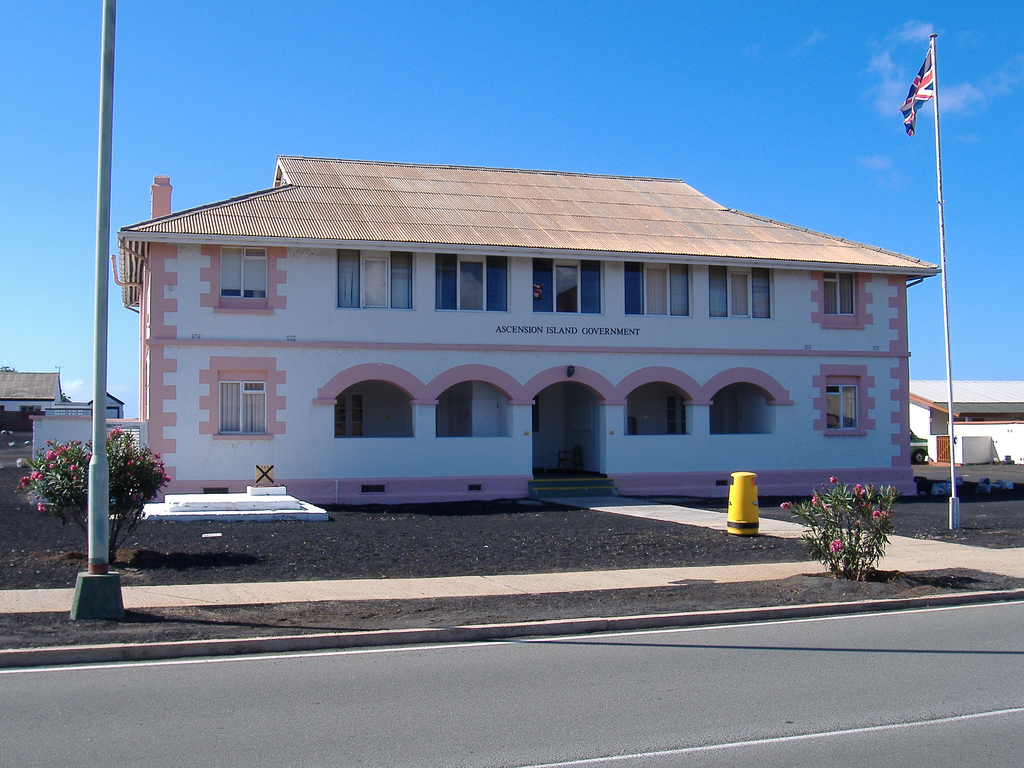
O edifício-sede do governo da ilha em Georgetown
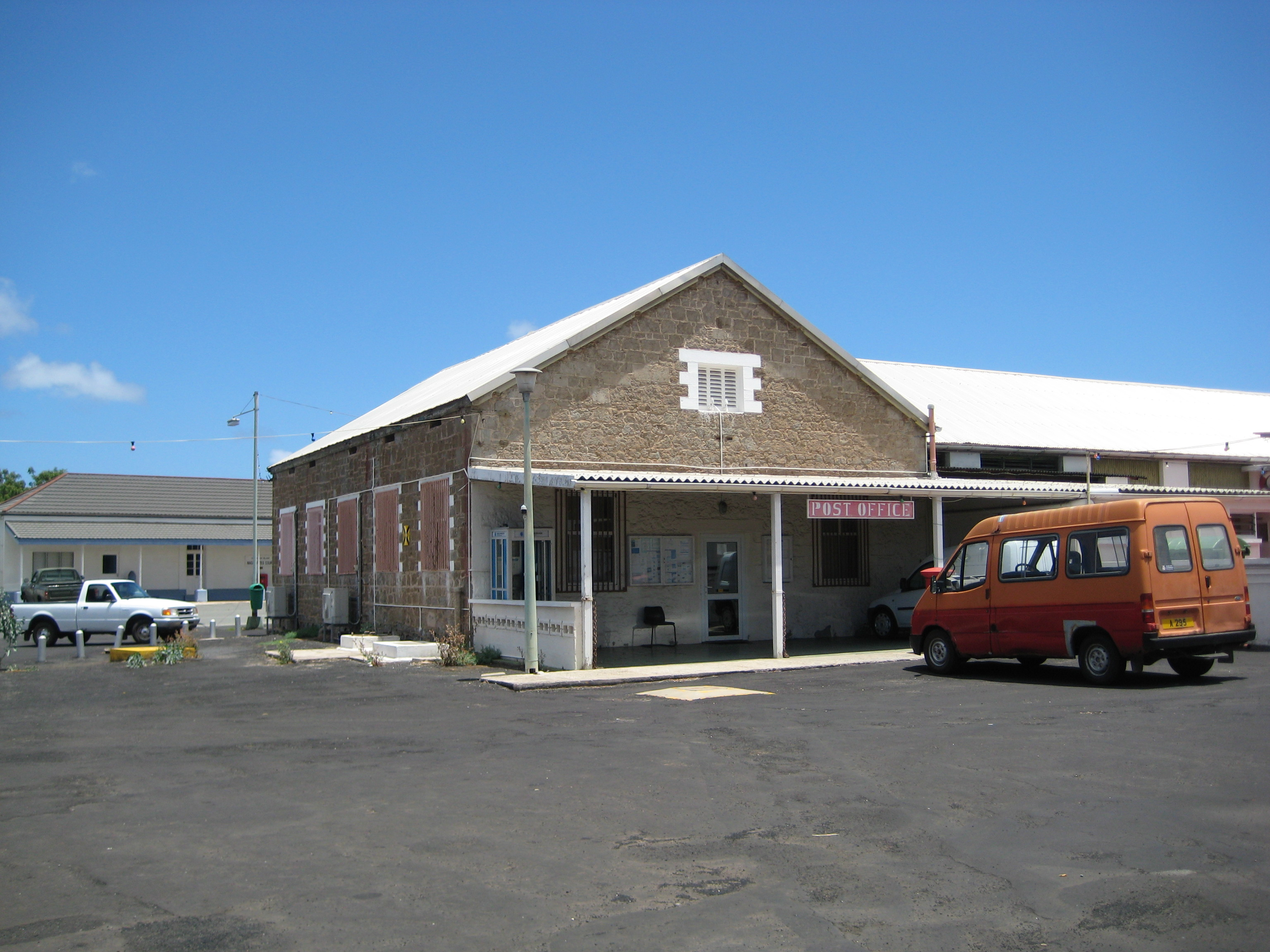
Agência do Royal Mail em Georgetown
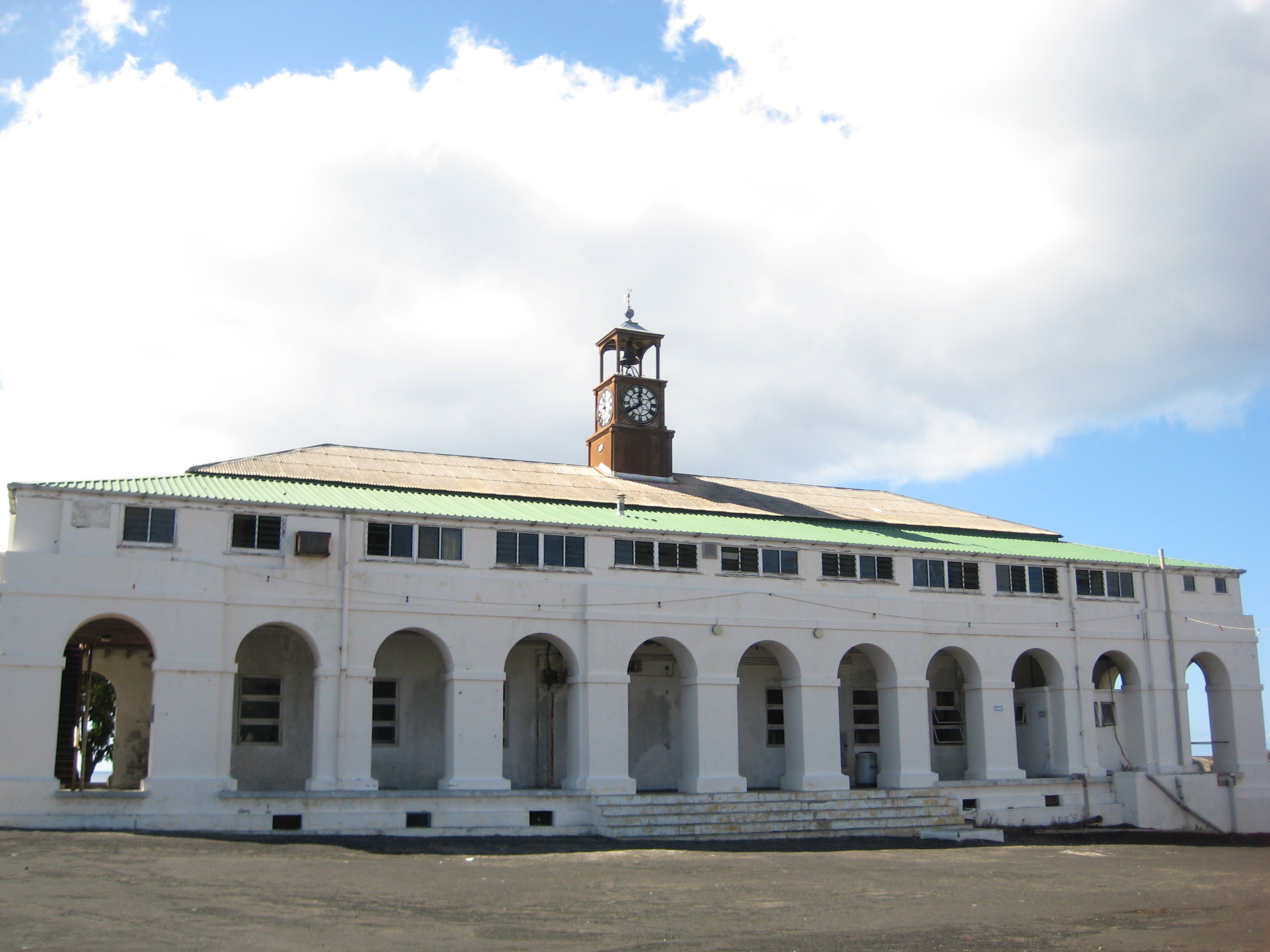
O antigo quartel dos Royal Marines em Georgetown
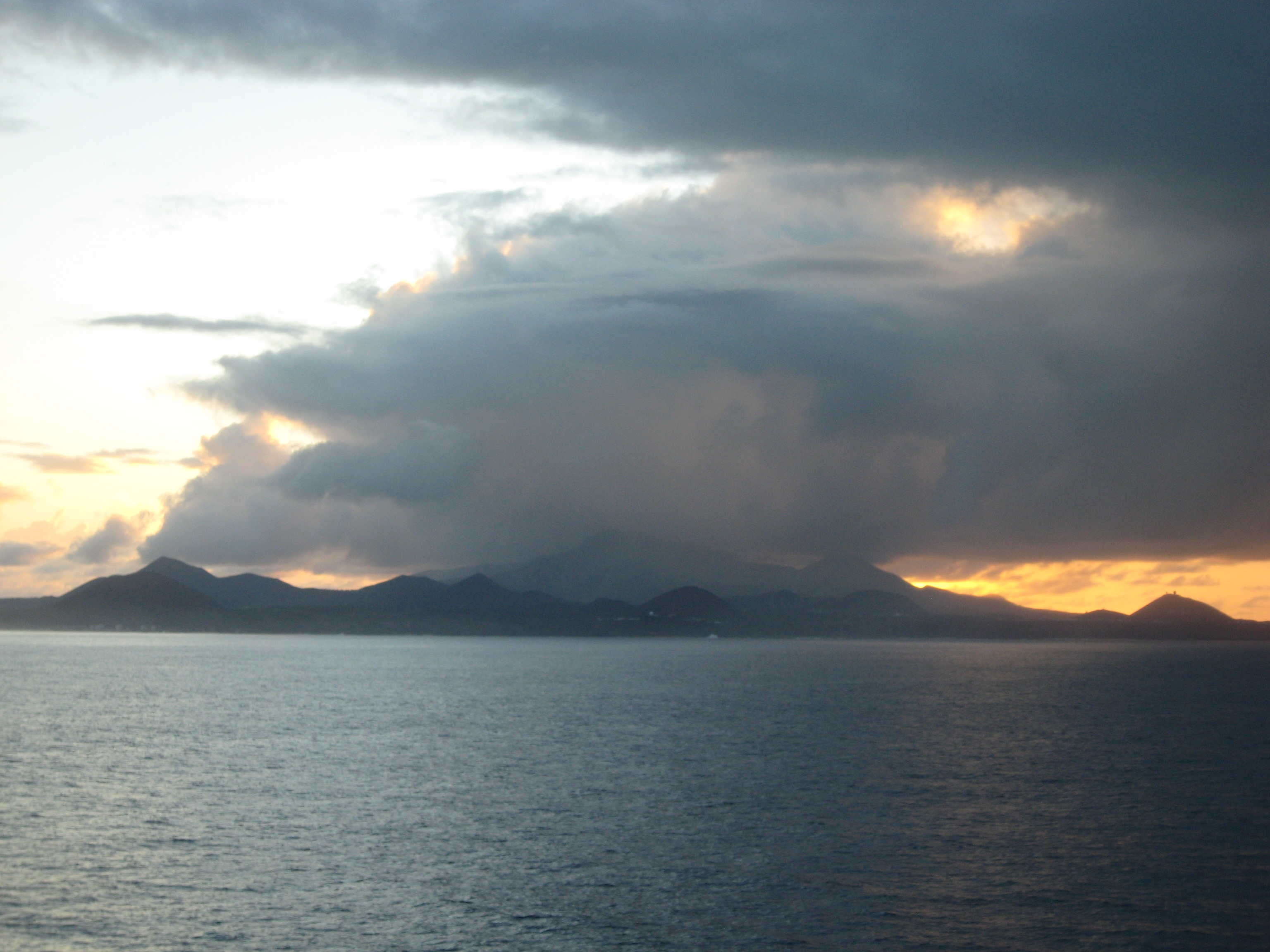
A ilha de Ascensão vista a partir do oceano Atlântico
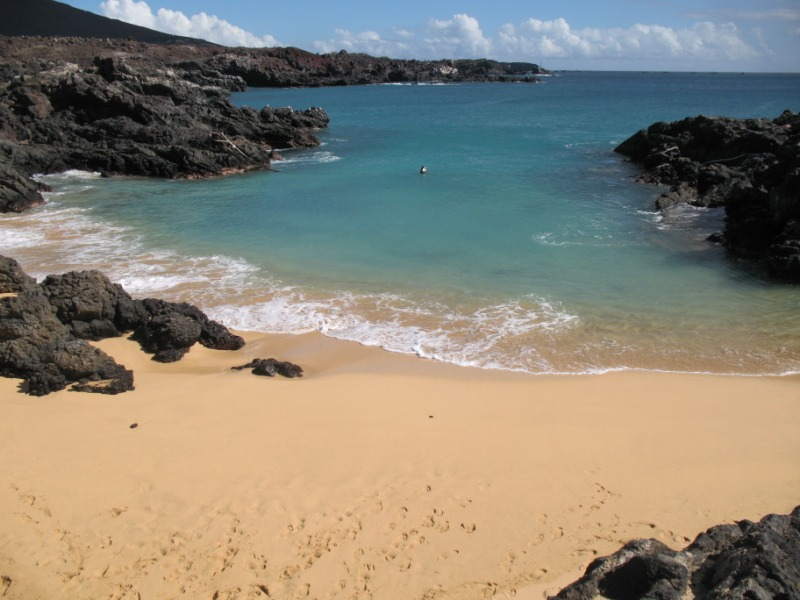
A Enseada dos Órfãos (Comfortless Cove) na ilha de Ascensão
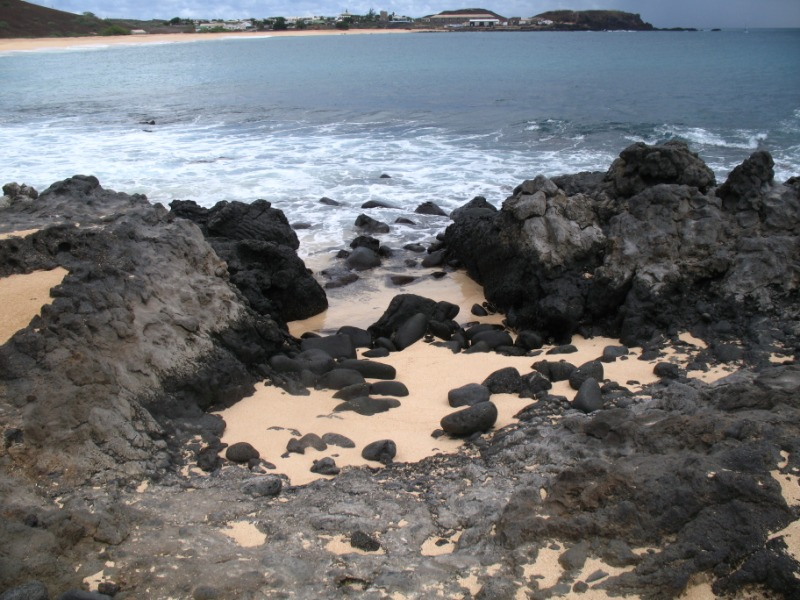
Rochas ígneas na ilha de Ascensão. Ao fundo pode ser vista a praia de Long Beach e a cidade de Georgetown